# Sedna Planitia (quadrangle)

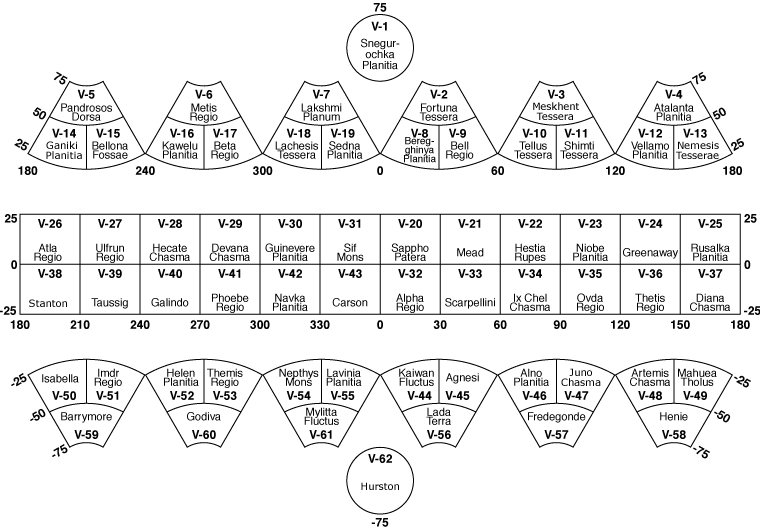
Quadrangles op Venus op schaal 1 : 5.000.000

Sedna Planitia (V-19; breedtegraad 25°–50° N, lengtegraad 330°–360° E) is een quadrangle op de planeet Venus. Het is een van de 62 quadrangles op schaal 1 : 5.000.000. Het quadrangle werd genoemd naar het gelijknamige laagland, dat op zijn beurt is genoemd naar Sedna, de Moeder van de Zee in de mythologie van de Inuit.

## Geologische structuren in Sedna Planitia
Coronae
- Ba'het Corona
- Idem-Kuva Corona
- Mesca Corona
- Nissaba Corona
- Purandhi Corona
- Tutelina Corona

Dorsa
- Zorile Dorsa

Fossae
- Karra-mahte Fossae

Fluctus
- Neago Fluctūs

Inslagkraters
- Al-Taymuriyya
- Ariadne
- Bakisat
- Barton
- Jeanne
- Kumba
- Lachappelle
- Lilian
- Nutsa
- Roxanna
- Vassi
- Veta
- Zuhrah

Montes
- Bunzi Mons

Paterae
- Sachs Patera

Planitiae
- Sedna Planitia

Tesserae
- Manzan-Gurme Tesserae

Tholi
- Evaki Tholus
- Toci Tholus

Valles
- Fufei Vallis
- Nyakaio Vallis